# Hans Putmans
Hans Putmans (Middelburg - Delft 1654) là thống đốc Formosa Hà Lan từ 1629 đến 1636.

## Sự nghiệp ở Châu Á
Sinh ra ở Middelburg, Putmans đến châu Á vào năm 1621 trong dịch vụ của Công ty Đông Ấn Hà Lan. Trong ba năm đầu tiên của sự nghiệp, ông đã đóng quân ở Siam, Campuchia, Patani, bờ biển phía tây của Sumatra trên bờ biển phía đông bắc của Java. Năm 1624, ông đến Batavia; bốn năm sau, ông trở thành chủ tịch của trường đại học Aldermen và giám thị của công dân Trung Quốc.

## Thống đốc Formosa

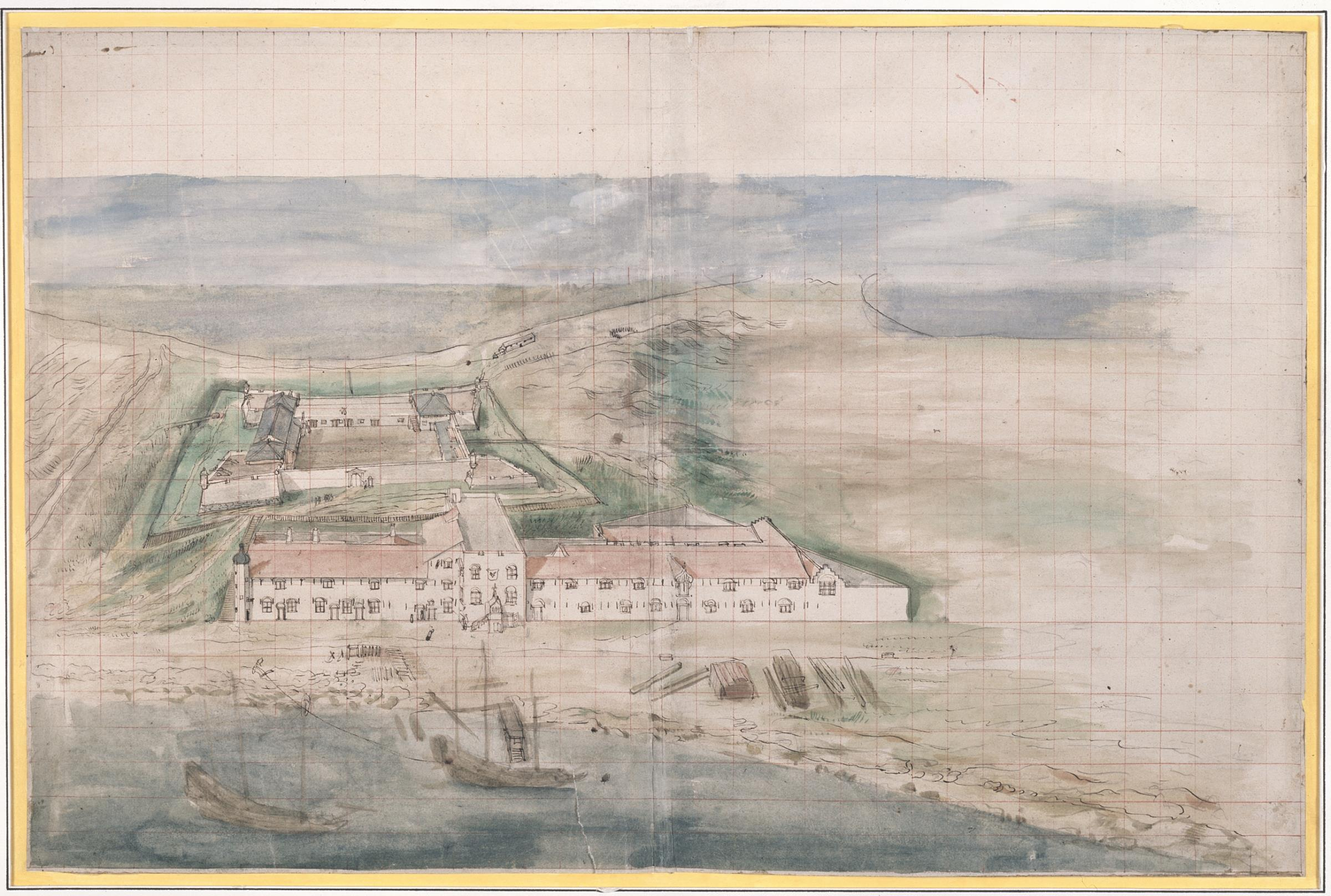
Pháo đài Zeelandia, trụ sở của thống đốc Formosa và hội đồng của ông, hình khoảng năm 1635. Vẽ bởi Johannes Vingboons, dứa trên hình ảnh trước đó được vẽ bởi David de Solemne.

Năm 1629, ông trở thành người thứ tư thống đốc Formosa, ngày nay Đài Loan. Năm 1633, ông đã lãnh đạo một chiến dịch quân sự trên bờ biển Trung Quốc chống lại đô đốc Trung Quốc Trịnh Chi Long. Ngoài các tàu Hà Lan, Putmans còn chỉ huy một số lượng lớn tàu cướp biển Trung Quốc mà ông thuê cho chiến dịch này. Vào tháng 7 năm đó, trong một cuộc tấn công bất ngờ gần đảo Gulangyu, gần Hạ Môn, ông đã tìm cách tiêu diệt hạm đội mà Trịnh Chi Long đang xây dựng ở đó. Tuy nhiên, vào ngày 22 tháng 10, hạm đội của Putmans đã bị đánh bại tại hải chiến vịnh Liệu La, nơi Trịnh Chi Long đã tiêu diệt ba người Đông Ấn Hà Lan bằng pháo và bắt một tàu khác, khiến phần còn lại của hạm đội Hà Lan bỏ trốn.
Bị đánh bại trong trận chiến, Putmans chuyển sự chú ý sang nông nghiệp, thiết lập chính sách thu hút những người định cư từ lục địa Trung Quốc đến Formosa, để canh tác lúa và đường trên vùng đồng bằng màu mỡ ở phía tây của đảo. Theo thời gian, chính sách này sẽ trở nên rất thành công.

## Quay trở lại Hà Lan
Vào tháng 12 năm 1636, Putmans trở lại Cộng hòa Hà Lan và, định cư ở Delft vào năm 1638, nơi ông sống cho đến khi chết năm 1654.